# Hale (Cheshire)
Hale – wieś w Anglii, w hrabstwie ceremonialnym Cheshire, w dystrykcie (unitary authority) Halton. Leży 18 km na północ od miasta Chester i 273 km na północny zachód od Londynu. W 2001 miejscowość liczyła 1898 mieszkańców.